# カウナス・トロリーバス
カウナス・トロリーバス（リトアニア語: Troleibusai Kaune）は、リトアニアの都市・カウナス市内に路線網を有するトロリーバス。2022年現在は路線バスやケーブルカーと共にカウナスバス会社（UAB „Kauno autobusai“）によって運営されている。

## 概要
カウナス市内にトロリーバスを建設する計画は既に1940年代初頭には存在したがその際は実現せず、第二次世界大戦（大祖国戦争）を経た1960年代に都市の発展に伴う公共交通網の拡充を目的に再度トロリーバスの建設計画が立ち上がり、1965年12月31日から営業運転が開始された。その後は路線網は急速に拡大し、1990年時点で13系統、215台の車両を有する路線網が存在した。その後も新規路線の開通や路線網の再編が続き、2022年現在は以下の15系統が存在する。運営事業者については2014年まで路線バスを運営する組織と別に存在していたが、同年以降はカウナスバス会社に統一されている。
| 系統番号 | 起点           | 終点        | 備考                             |
| -------- | -------------- | ----------- | -------------------------------- |
| 1        | Islandijos pl. | Vaidoto g.  | 4号線とは経由区間が異なる        |
| 2        | Islandijos pl. | Kauno pilis |                                  |
| 4        | Islandijos pl. | Vaidoto g.  | 1号線とは経由区間が異なる        |
| 5        | Petrašiūnai    | Varnių g.   |                                  |
| 7        | Partizanų g.   | Kaniūkai    |                                  |
| 8        | Draugystės g.  | Varnių g.   |                                  |
| 9        | Petrašiūnai    | Klinikos    |                                  |
| 10       | Partizanų g.   | Kėdainių g. |                                  |
| 10A      | Partizanų g.   | Kauno pilis | 土曜日・日曜日および祝日のみ運行 |
| 11       | Islandijos pl. | Kaniūkai    |                                  |
| 12       | Petrašiūnai    | Klinikos    |                                  |
| 13       | Islandijos pl. | Centras     | 14号線とは経由区間が異なる       |
| 14       | Islandijos pl. | Centras     | 13号線とは経由区間が異なる       |
| 15       | Partizanų g.   | Centras     | 16号線とは経由区間が異なる       |
| 16       | Partizanų g.   | Centras     | 15号線とは経由区間が異なる       |

## 車両
カウナス・トロリーバスでは2019年に大規模な車両の更新が行われ、長年使用されていたシュコダ14Trを始めとする車両を置き換える形でポーランドのソラリス製のソラリス・トロリーノ12の大量導入が実施された事で営業用の全車両がノンステップバスに統一された。これを含め、2022年現在は以下の車両が在籍する。
なお、この置き換えに際しシュコダ14Trのうち80両はカウナス市がカウナスバス会社と共同で主催したプロジェクト「Atia senienos, labas naujienos!」によってリトアニア国内外の芸術家によりカウナスの発展を始めとした様々なテーマに基づいたイラストが塗られ、2019年の引退まで1年程この塗装で運用に就いていた。
| 形式                   | 形式                   | 両数 | 備考                                          |
| ---------------------- | ---------------------- | ---- | --------------------------------------------- |
| ソラリス・トロリーノ12 | トロリーノ12AC         | 41両 |                                               |
| ソラリス・トロリーノ12 | トロリーノ12M          | 85両 |                                               |
| ベルコフ・プレミアAT18 | ベルコフ・プレミアAT18 | 15両 | 連節バス アーネム・トロリーバスからの譲渡車両 |

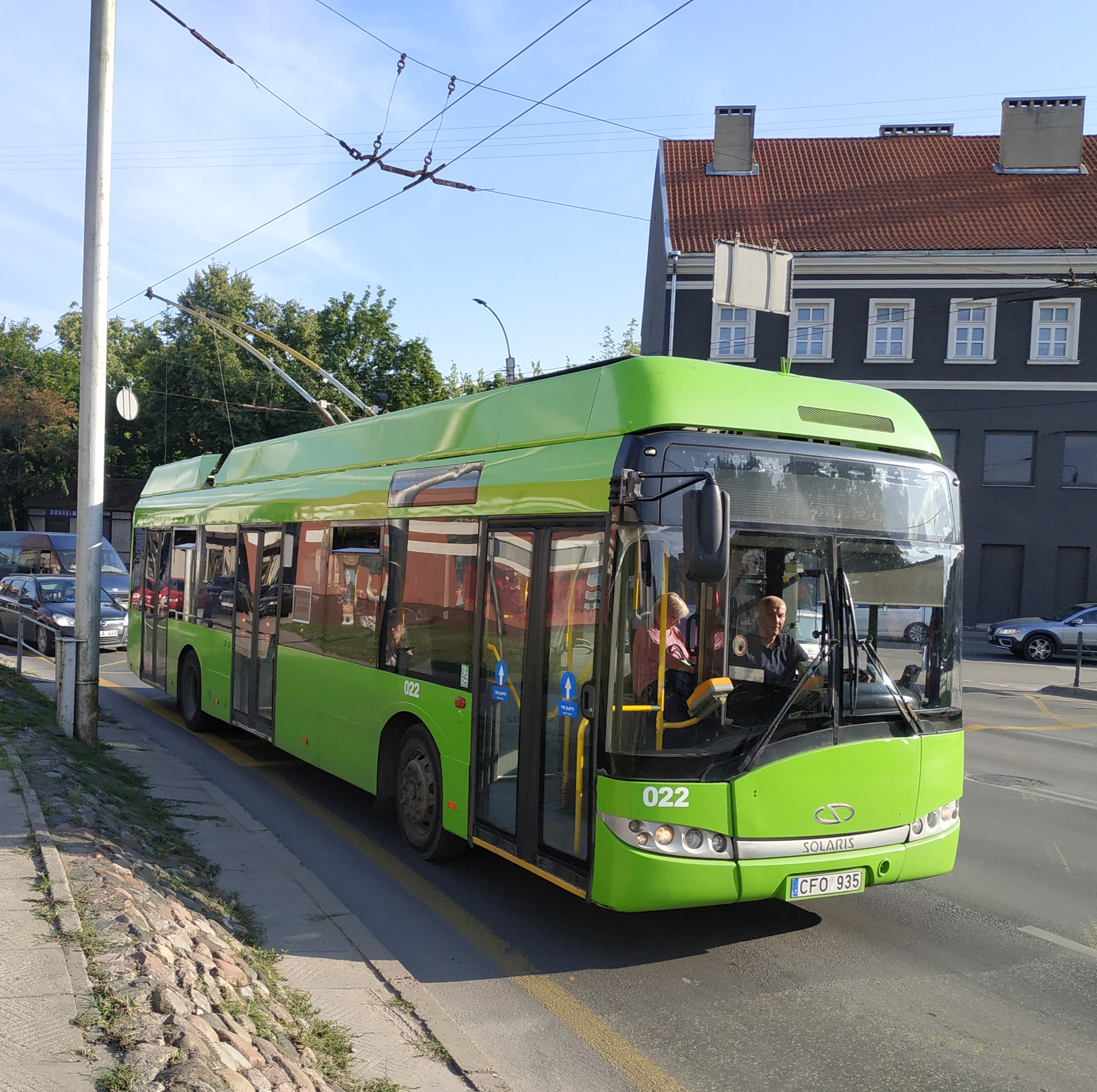
ソラリス・トロリーノ12（2019年撮影）
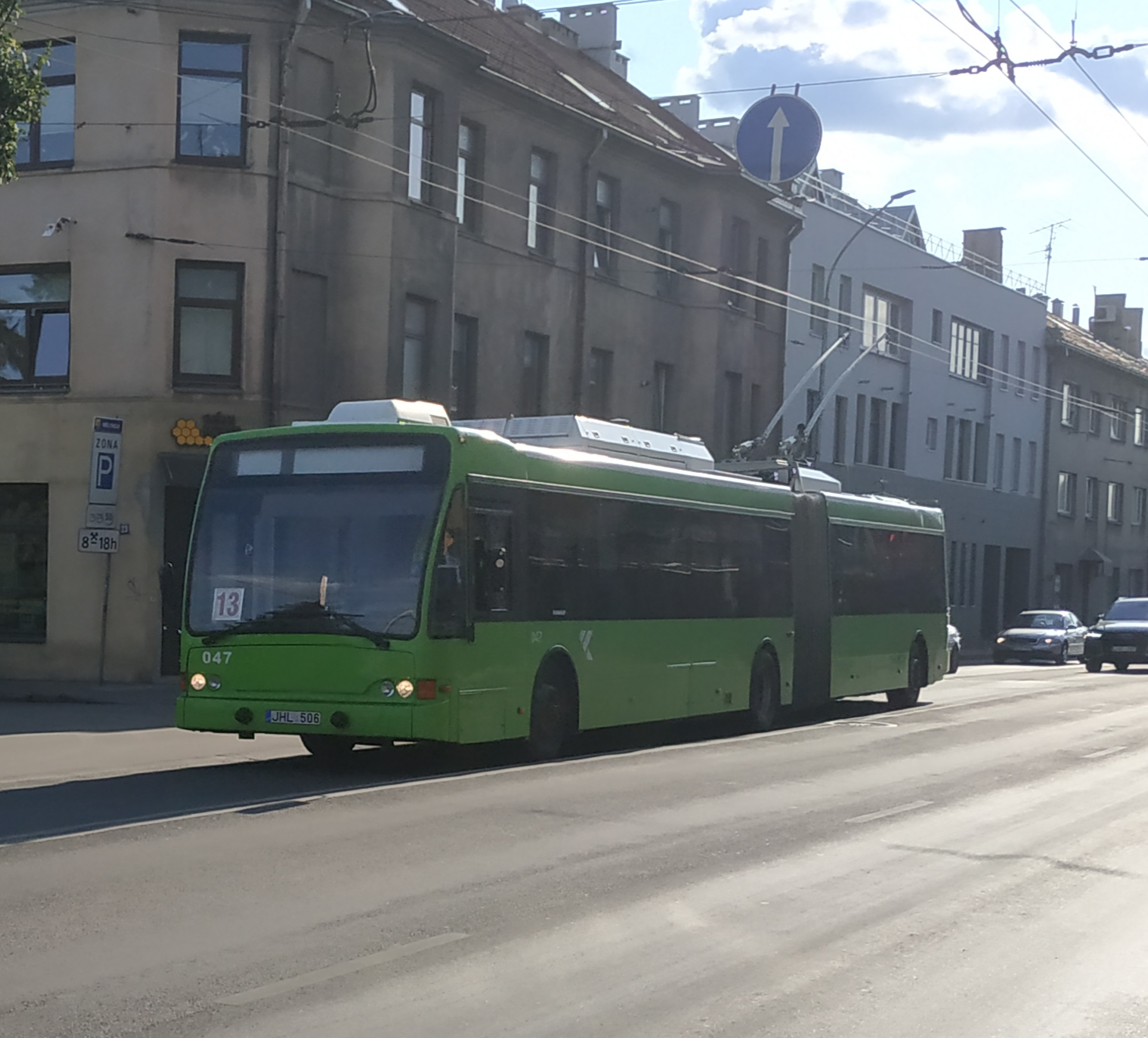
ベルコフ・プレミアAT18（2019年撮影）
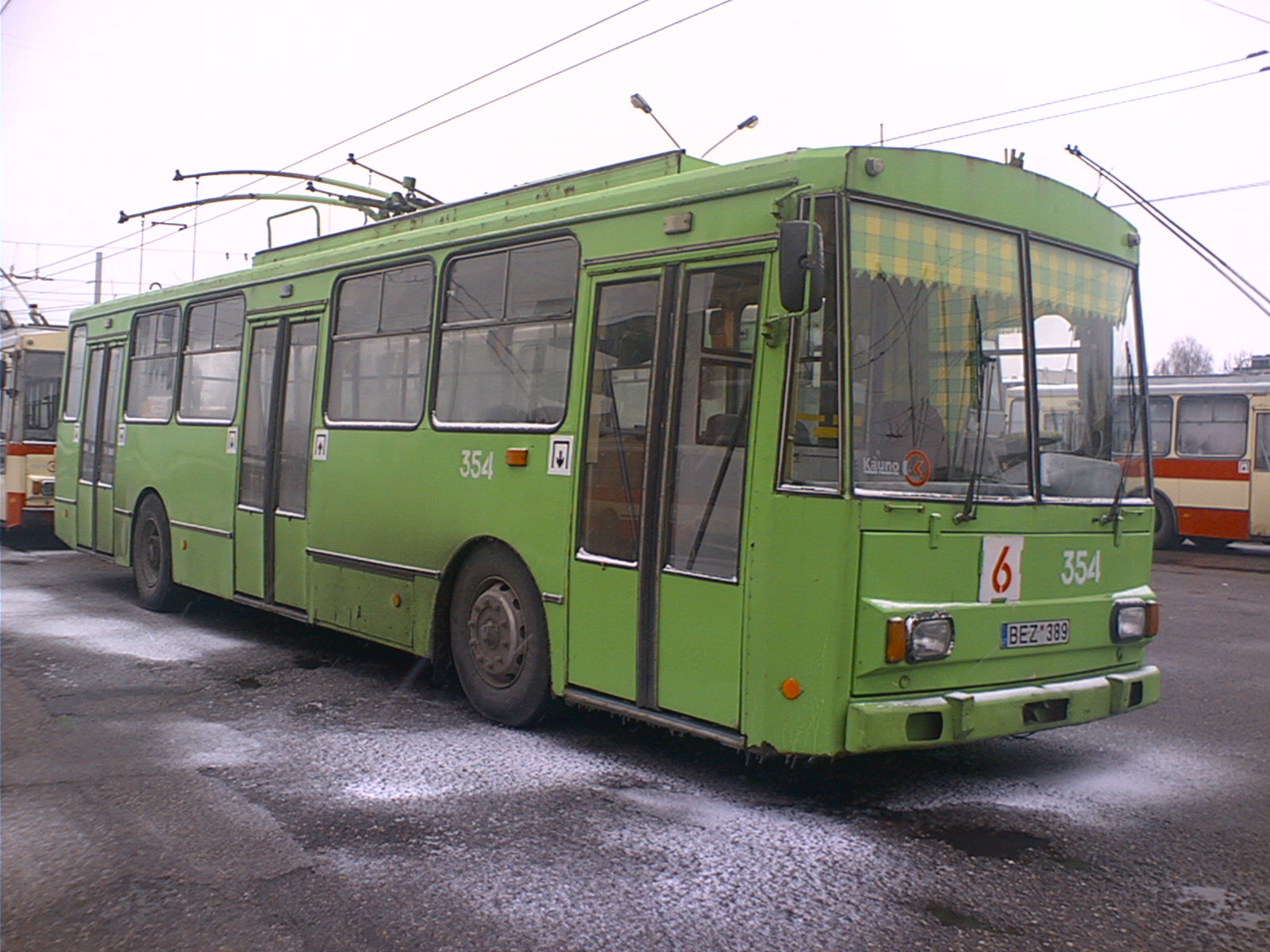
シュコダ14Tr（2010年撮影）